# ビオカニンAレダクターゼ
ビオカニンAレダクターゼ（biochanin-A reductase）は、次の化学反応を触媒する酸化還元酵素である。
ジヒドロビオカニンA + NADP+ {\displaystyle \rightleftharpoons } ビオカニンA + NADPH + H+
反応式の通り、この酵素の基質はジヒドロビオカニンAとNADP+、生成物はビオカニンAとNADPHとH+である。
組織名はdihydrobiochanin-A:NADP+ Δ2-oxidoreductaseである。